# Qudos Bank Arena
Qudos Bank Arena  (dříve Sydney SuperDome, Acer Arena a Allphones Arena) je víceúčelová hala v Olympijském parku v oblasti Homebush Bay v Sydney. Byla postavena pro Letní olympijské hry 2000, dokončena v roce 1999. Její kapacita je 21 000 návštěvníků, což u ní učinilo největší stavbu tohoto typu v Austrálii.
V roce 2006 získala práva na její jméno společnost Acer, v září 2011 byla znovu přejmenována podle společnosti Allphones.
V roce 2022 se stala spoludějištěm tenisového turnaje mužských týmu ATP Cup 2022.